# Svetvinčenat
Svetvinčenat (olaszul: Sanvincenti) falu és község Horvátországban, Isztria megyében. Közigazgatásilag Bibići, Bokordići, Boškari, Bričanci, Butkovići, Cukrići, Čabrunići, Foli, Juršići, Kranjčići, Pajkovići, Peresiji, Pusti, Raponji, Režanci, Salambati, Smoljanci és Štokovci települések tartozik hozzá.

## Fekvése
Az Isztria délkeleti részén, Pólától 28 km-re északra, Labintól 20 km-re nyugatra, a Vodnjan–Žminj út mellett fekszik.

## Története
A települést már 965-ben említi oklevél a porecsi püspökség birtokaként. Svetvinčenat történetének kezdeteit általában a ravennai bencésekkel hozzák kapcsolatba, akik a 6. században telepedtek le a Sv. Apolinar birtok e fákban gazdag területén. A szorgalmas szerzetesek kiirtották az erdőt, helyén szántóföldeket műveltek, felépítették templomukat, mely odavonzotta az első telepeseket. A település a kolostor védőszentjéről Szent Vince hispániai vértanúról kapta a nevét, aki 304-ben Diocletianus császár idejében szenvedett vértanúságot. Ez a terület ahogyan ma is híján volt vízfolyásoknak, ezért az apátság a közelben egy tavat (Suhaća) ásatott, mely néhány éve kiszáradt. A terület fontosságát az adta, hogy három püspökség, a porecsi, a pólai és pićani határán feküdt. Több évszázados bizánci, longobárd és frank uralom után Svetvinčenat az aquileiai pátriárka alárendeltségébe került porecsi püspökséghez tartozott, melyet birtokában 983-ban II. Ottó német-római császár is megerősített. A település Szent Vince tiszteletére szentelt templom a 12. században épült három félköríves apszissal és kezdetben a bencésekhez tartozott. Ezért a települést San Vincentio Abbazia, majd Savicente és Savicenti néven nevezték, később a környező falvak horvát lakossága Savičentának, illetve Sveti Vinčenatnak nevezte el és kis változtatással ma is ez a hivatalos neve. A templom egyébiránt a mai napig is fennmaradt, a falu temetőjében áll és bár a 16. századig ez volt a település plébániatemploma már a 13. században a tőle délre felépült vár lett annak központja. Itt építette fel a pólai Castropola család az új Szűz Mária templomot is.
Bár a püspökség birtoka volt, az igazgatási és bírói hatalmat azonban Svetvinčenaton hozzá nem értő világiak képviselték, akik a püspökséget bonyolult gazdasági műveletekbe vitték, mely kihatással volt az itt letelepedők életére és feszültté tette a viszonyt a porecsi püspökség, az aquileiai pátriárka, a pazini grófok, valamint a gazdaságilag ugyancsak érdekelt pólai Sergia (később Castropola grófja) és a velencei Morosini család között. A Castropólák 1211-ben kaptak Svetvinčenaton hűbérbirtokot. 1280-ban a családhoz tartozó Matteo Pola lett a porecsi püspök, de jure Svetvinčenat hűbérura. A Castropólák és a Morosinik közötti helyzet azonban tovább bonyolódott. 1388-ban hűbérbirtok egyik része Albert osztrák herceg alattvalója a Krotendorf család kezére került. 1420-ban megszűnt a pátriárka világi hatalma. 1460-ban a Krotendorfok leszármazottai lemondtak birtokukról a porecsi püspök javára. Ezzel ismét a Castropola család egyik leszármazottja szerezte meg a területet és 1460. október 8-án Svetvinčenat a családot képviselő Paolo Nascinguerra igazgatása alá került. 1464-ben azonban Francesco Morosini lett a porecsi püspök, aki személyesen gyakorolta a hűbérúri jogokat. Paolo Castropola utód nélküli halála után birtokait és grófi címét rokona Paolo Morosini szerezte meg. Halála után ismét kitört a viszály Paolo Morosini unokaöccse Pietro és Giorolamo Campegia porecsi püspök között. A több évszázados vitát 1524. január 23-án Rómában egyezséggel zárták le, melyben elismerték a porecsi püspök eredeti jogait és biztosították a Morosini család hűbérúri jogának gyakorlását. A birtokok jövedelmét meg kellett felezni és kárpótlásként a püspöknek ki kellett fizetni. A hűbérúr és a püspök is köteles volt a megfizetett tized negyedét a svetvinčenati egyháznak adni. Még abban az évben Pietro Morosini írásos statútumot adott ki, melyet utódaira is kiterjesztett és amelyben három évszázadra rendezte a svetivinčenatiak mindennapi életét. 1547-ben Pietro Morosini fia Andrea fiúutód nélkül halt meg, így a birtok leányágon öröklődött tovább. Özvegye Chiara vezette az uradalmat amíg lányait a két gazdag velencei fivérhez, Marino és Aloro Grimani di San Lucához adta feleségül, így Svetivinčenat hozományként 1585-ben Marino Grimani birtoka lett és a Grimani család birtoka maradt 1797-ig a Velencei Köztársaság megszűnéséig. A napóleoni uralom idején a települést küldött igazgatta, bírói hatalom nélkül. 1805-ben a franciáknak alárendelt Itáliai Királyság, majd az Illír provincia része lett. 1813-ban Habsburg uralom alá került, mely az első világháború végéig tartott. A falunak 1857-ben 397, 1910-ben 699 lakosa volt. Az első világháború után Olaszországhoz került. Az Isztria az 1943-as olasz kapituláció után szabadult meg az olasz uralomtól. A második világháború után Jugoszlávia, majd Jugoszlávia felbomlása után 1991-ben a független Horvátország része lett. 2011-ben a falunak 267, a községnek összesen 2183 lakosa volt. Lakói főként mezőgazdasággal foglalkoznak, egy részük a közeli nagyobb településekre és Pólára jár dolgozni.

## Lakosság
| Lakosság változása | Lakosság változása | Lakosság változása | Lakosság változása | Lakosság változása | Lakosság változása | Lakosság változása | Lakosság változása | Lakosság változása | Lakosság változása | Lakosság változása | Lakosság változása | Lakosság változása | Lakosság változása | Lakosság változása | Lakosság változása |
| ------------------ | ------------------ | ------------------ | ------------------ | ------------------ | ------------------ | ------------------ | ------------------ | ------------------ | ------------------ | ------------------ | ------------------ | ------------------ | ------------------ | ------------------ | ------------------ |
| 1857               | 1869               | 1880               | 1890               | 1900               | 1910               | 1921               | 1931               | 1948               | 1953               | 1961               | 1971               | 1981               | 1991               | 2001               | 2011               |
| 397                | 489                | 509                | 594                | 623                | 699                | 536                | 583                | 484                | 456                | 456                | 344                | 319                | 301                | 271                | 267                |

## Nevezetességei
- A Grimani-Morosini várkastély[6] a település főtere a Placa északi részén áll. Az egész Isztria egyik legszebb és legépebben fennmaradt vára, amely már évszázadok óta Svetvinčenat meghatározó jelképe. A helyén álló első erődítményt még a 13. század elején építették, de a későbbi századok során többször lerombolták, majd újjáépítették. Többször változtak tulajdonosai is, a porecsi püspök, a Castropola, a Morosini és a Grimani családok. Első nagyobb átépítését 1485-ben neves velencei építészekkel a későbbi velencei dózse Pietro Morosini végeztette reneszánsz stílusban. Mai formáját 1589-ben nyerte el amikor Marino Grimani a velencei Scamozzia és Campagne építészek tervei szerint egy tűzvész után teljesen újjáépíttette. Azt hogy ilyen épségben fennmaradt az 1907. évi szanálásnak és az 1933. évi teljes felújításnak köszönhető.[3] A vár négyszög alaprajzú, északi oldalán két kerek és délkeleti sarkán egy négyszögletes saroktoronnyal. A három emeletes kétszárnyú várpalota a várúr és a várkapitány lakrészeivel és a kiszolgáló helyiségekkel a délnyugati részen található. Innen lehetett ellenőrizni a vár négy bejáratát. A lőréses falakon belül teljes hosszúságban ácsolt védőfolyosó futott körbe az őrség számára. A kapukat a felvonóhídon kívül leereszthető rács is biztosította. A déli főkapu felett a Grimani di San Luca család címere látható, mely megegyezik a község mai címerével. A vár falain belül volt a községi elöljáró lakása, a fegyver és lőszerraktár is. A 19. században a Grimani család a várat a püspökségnek adta, majd a 20. század elején a község tulajdona lett. A második világháború idején az épület még egyszer leégett.
- Svetvinčenat központi tere[7] a Placa reneszánsz, arányosan összhangban levő épületeivel egyedülállóan kellemes látványt nyújt az ide látogatóknak. A teret északról a várkastély tornyaival és a palotával, keletről a plébániatemplom, délnyugatról a 18. századi árkádos városi loggia,[8] a többi oldalon a 16. századi reneszánsz lakóépületek sora veszi körül középen az 1808-ban faragott kövekből épített városi ciszternával. A tér volt a közösségi élet színtere. Itt tartották a vásárokat, az egyházi ünnepeket, de sokszor tapodták ellenséges hadak is, velenceiek, franciák, osztrákok és olaszok, melyek nyomot hagytak a kövekben, könyvekben és az emberi sorsokban.
- Az Angyali Üdvözlet tiszteletére szentelt egyhajós plébániatemplom a Placa keleti oldalán áll. A 16. század elején épült reneszánsz stílusban helyi faragott kövekből, hármas tagolású, rózsaablakos homlokzattal. Négyszög alaprajzú, félköríves szentéllyel, déli oldalán sekrestyével. Az északi oldalon álló, a szentélyhez kapcsolódó 24 méter magas harangtornyában három harang található. A templomnak öt márvány oltára van, a velencei iskolához tartozó mesterek által festett oltárképeivel. Különösen értékes a Szent Viktória oltár Szűz Máriát, mint a szeplőtelen fogantatást az angyalokkal, Szent Sebestyénnel és Szent Rókussal ábrázoló képével, ifjabb Palma mester alkotása, valamint a Grimani építtette főoltár az angyali üdvözlettel, Giuseppe Porta más néven „il Salviati” alkotásával. A templomban őrzik Szent Viktória 1669-ben Rómából hozott ereklyéjét. A sekrestyében 2000-ben nyitották meg a szakrális művészeti gyűjteményből összeállított kiállítást. Itt a fennmaradt anyakönyvek (a legrégibb az 1568 és 1588 között kereszteltek anyakönyve) mellett az 1520-ban kibocsátott svetvinčenati statutum is látható.
- A falu északnyugati részén a temetőben áll Szent Vince tiszteletére szentelt temploma.[9] Ez volt a falu középkori plébániatemploma, mely a 12. században épült, első említése 1178-ban történt. Eredeti formájában maradt fenn az egyhajós épület a három, félköríves apszissal. Belső falait három rétegben freskók díszítik, melyek között Ognobenus Trevisanus mester 13. századi bizánci hatást tükröző alkotása a legkiterjedtebb isztriai román stílusú falfestmény ciklus. A freskók legfelső rétege a 14. század végén és a 15. század elején készült. Ide tartozik két apostolképmás és az északi fal oltárkép töredékei a szentek és a donátor ábrázolásával. A többi freskók a Bibliából vett jeleneteket (Ábel áldozata, az angyali üdvözlet, Mária látogatása, keresztrefeszítés stb.) és a szentek életéből vett jeleneteket (főképpen Szent Vince életéből) ábrázolnak.[3]
- Remete Szent Antal tiszteletére szentelt temploma a 14. században épült gótikus stílusban. Egyhajós, négyszög alaprajzú épület, belső kialakítású apszissal, dongaboltozattal. Kis harangtornya a 18. században épült. Az oltár felett álló Szent Antal szobor a templom építtetőjének ajándéka, helyi mester alkotása a 14. századból.
- A falu északnyugati részén álló Szent Rókus tiszteletére szentelt temploma 1622-ben épült késő reneszánsz stílusban. A középkori isztriai épületek jellegzetes formájában épült. 1921-ben renoválták.
- A falu keleti bejáratánál áll Szent Katalin tiszteletére szentelt temploma[10] a 14. században épült gótikus stílusban. Kis harangtornyát 1704-ben építetté. Belsejét 15. századi freskók díszítik.
- A falu napját minden év június 22-én tartják, melyen kiválasztják a legszebb kecskét (a megye címerállata). A településen ezen kívül több fesztivált tartanak, melyek közül a legismertebb a szeptember elején tartott isztriai szuvenírek szemléje ("Mrkat istrijanskega dela"), ahol az ősi mesterségek művelői mutatják be tudásukat.

## Híres emberek
A település egyik legismertebb személyisége Isten szolgája Miroslav Bulešić (1920-1947) katolikus pap, aki a kommunisták üldözésének esett áldozatul. Boldoggá avatási eljárása folyamatban van.

## Galéria
- A Grimani-Morosini várkastély
- A várkastély délkeleti tornya és a várpalota
- A várfal az északnyugati saroktoronnyal
- A várkapu a Grimani család címerével
- A várpalota nyugatról
- A várkastély délkeleti tornya a plébániatemplommal
- A plébániatemplom a harangtoronnyal
- A plébániatemplom homlokzata esti fényben
- A Placa részlete a ciszternával
- A harangtorony a várból nézve
- A városi loggia a várpalotával
- Miroslav Bulešić síremléke